# ニャらべて成仏!
『ニャらべて成仏!』は、ポイソフトのダウンロード専用パズルゲーム。2016年8月31日にニンテンドー3DS版『ニャニャントモリ』が配信された。

## 概要
制限時間内、決められた手数内でネコの絵柄をスライドさせて同じものを一列に並べて消すシンプルなパズルゲーム。プレイ内容によって哲学者の言葉をネコ風に改変した「ネコのめいげん」が見られる。
音楽を担当したのはVOCALOIDプロディーサーのうたたP。

## 評価
3DS版はファミ通クロスレビューでは5、7、7、7の26点。レビュアーは「短時間で遊べるのが○」「並べて消すとネコが成仏する演出が哀愁があってユニーク」「残り時間が少なくなる中、一発クリアすると爽快」とした他、ネコのめいげんやBGMを賞賛した一方「盤面があまり広くないため爽快感が今一つ」「ステージのロード時間がややかかる」「2つのモードにあまりが違いがなく、もっと趣向の違うモードが欲しかった」「ヒントプレイをもっとゆっくり見たかった」「ステージ数がもう少し欲しい、ボリュームが少ない」「やや飽きが早い」とした。